# 维利巴尔德·什乔维克
维利巴尔德·什乔维克（捷克語：Vilibald Šťovík，1917年10月9日—1948年11月8日），捷克男子冰球运动员。他曾代表捷克斯洛伐克国家队参加1948年冬季奥林匹克运动会冰球比赛，获得一枚银牌。